# Caradrina proxima
Caradrina proxima är en fjärilsart som beskrevs av Jules Pièrre Rambur 1837. Caradrina proxima ingår i släktet Caradrina och familjen nattflyn. Inga underarter finns listade i Catalogue of Life.